# بحيرة باتينقان
بحيرة باتينقان (بالإندونيسية: Situ Patenggang)‏ (أو سيتو باتينقان) هي بحيرة تقع في منطقة الجذب السياحي الطبيعية في جنوب مدينة باندونج، جاوة الغربية، إندونيسيا بالضبط في قرية تشيويدي. تقع على ارتفاع 1600 متر فوق مستوى سطح البحر، هذه البحيرة تملك مناظر طبيعية مدهشة.

بحيرة باتينقان من موقع قريب

اسم البحيرة في خرائط جوجل هو Situ Penganten حيث Penganten تعني زوجين حديثي الزواج أي موقع للمتزوجين الجدد.

## صورة الأقمار الصناعية
- انقر هنا للعرض علي خرائط Google